# 고골초등학교
고골초등학교는 대한민국 경기도 하남시 하사창동에 있는 공립 초등학교이다.

## 학교 연혁
- 1947. 09. 01 서부국민학교 고골분교 인가
- 1949. 07. 20 제1대 이영 교장선생님 취임
- 1949. 09. 20 고골초등학교로 승격(개교기념식)
- 1953. 03. 19 제1회 졸업식
- 1981. 03. 01 고골초등학교 병설유치원 개원
- 2003. 11. 25 3층 3개 교실 및 상담실, 휴게실 증축 완공
- 2007. 10. 21 과학실 현대화 사업 완공
- 2009. 10. 30 어학실, 도서실 설치 완공
- 2014. 02. 14 제62회 졸업식 (누계 3,308명)

## 참고 자료
- 고골초등학교 - 한국교육학술정보원 학교알리미